# Sarcinodes bilineata
Sarcinodes bilineata là một loài bướm đêm trong họ Geometridae.